# Maltose
Maltose er et disakkarid bestående af 2 glukoseenheder. Maltose forekommer i malt som et mellemprodukt ved hydrolyse af stivelsen.